# Rinaldo (opera)
Rinaldo (итал. Rinaldo) je opera nemačkog i engleskog kompozitora Georga Fridriha Hendela. Komponovana je 1711. godine i bila je prva italijanska opera napisana za englesku pozornicu. Libreto za operu pripremio je Đakomo Rosi po scenariju Arona Hila. Rinaldo je premijerno prikazana u Kraljičinom teatru na Hejmarketu 24. februara 1711. godine. Opera prikazuje priču o ljubavi, ratu i iskupljenju u vremenu Prvog krstaškog rata i predstavlja inscenaciju epske pesme „Oslobođeni Jerusalim” italijanskog pesnika Torkvata Tasoa. Rinaldo je doživeo veliki uspeh kod publike uprkos negativnim reakcijama književnih kritičara koji su bili neprijateljski nastrojeni ka trendu prikazivanja italijanskih dela u engleskim pozorištima.
Hendel je u kratkom vremenskom roku komponovao Rinaldo, pozajmljujući i adaptirajući muziku iz opera i drugih dela koje je stvarao tokom svog boravka u Italiji od 1706. do 1710. godine. Nekoliko godina nakon uspešne premijere uradio je mnogo amandmana u partituri. Mnogi kritičari smatraju da je Rinaldo jedno od najvećih Hendelovih dela a sopran arija Lascia ch’io pianga postala je posebno omiljeni i popularan operski deo.
Hendelova dela su decenijama dominirala u engleskim operskim kućama. Rinaldo se redovno prikazivao u Londonu sve do 1717. godine a kasnije i revidirana verzija iz 1731. godine je dobro prihvaćena kod publike. Opera Rinaldo je najčešće izvođeno Hendelovo delo tokom njegovog života. I pored mnogobrojnih izvedbi i velikom uspehu, opera nakon 1731. godine nije bila igrana više od 200 godina. Obnavljanje interesa za baroknu operu iz XX veka, opera je, prikazana u profesionalnoj produkciji i izvedena u Hendletovom rodnom gradu, u Haleu u Nemačkoj godine 1954. Njeno izvođenje nastavilo je narednih trideset godina. Godine 1984, opera je izvedena u Metropoliten operi u Njujorku i bila je prva Hendelova opera koja je izvedena u ovoj operskoj kući. Snimci ovog izvođenja prikazivani su širom sveta. Na obeležavanju tri stotine godina od nastajanja, opera je dobila modernu produkciju, posebno osmišljenu za Glajdnbourn festival.

## Pozadina
Hendel je rad na operi Rinaldo započeo u Hamburgu gde je živeo u periodu od 1073 do 1706. godine. Na njegov rad najviše su uticali Kaizer Rainhard i Johan Mateson. U to vreme nemačka opera kao žanr još uvek nije bila jasno definisana. U Hamburgu se umesto reči opera upotrebljavala singspiel (igra pesme) za opisivanje drame koje su kombinovale elemente francuske i italijanske opere, često sa odlomcima dijaloga na nemačkom jeziku. Muzika je, prema rečima istoričara Donalda Džej Grouta „bila opčinjena ozbiljnom, teškom formalnošću luteranske Nemačke“. Jedan od prvih Hendelovih radova u nemačkom stilu bila je opera Almira koja je premijerno odigrana 8. januara 1705. godine. Tokom naredne tri godine, Hendel je komponovao još tri opere ali su one danas izgubljene. Ipak, fragmenti muzike iz izgubljenih dela identifikovani su u kasnijim operama.
U jesen 1706. godine Hendel se preselio u Italiju gde je nekoliko narednih godina proveo boraveći u Firenci, Rimu, Napulju i Veneciji. Često posećivanje tamošnje opere omogućilo mu je da se upozna sa vodećim italijanskim muzičarima među kojima su bili Arkanđelo Koreli, Alesandro Skarlati, Domeniko Skarlati i Agustino Stefani. Zahvaljujući tim poznanstvima, imao je priliku da nauči suštinske karakteristike italijanske opere, naročito tečnost u obradi italijanskih stihova, tačnosti deklaracija i fleksibilnosti harmoničnog ritma u recitativima, praveći neophodnu razliku između vokalnog i instrumentalnog dela. Hendelova prva italijanska opera Rodrigo pokazalo je neveštost u snalaženju sa italijanskim stilom opere sa vidljivim uticajem hamburške škole. Rodrigo je predstavljen firentinskoj publici krajem 1707 godine bez većeg uspeha. Druga opera je nastala nakon duge posete Rimu, gde su opere bile zabranjene papskim dekretom a muzička stvaralaštvo je bilo usmeravano ka kreiranju kantona i oratorija. U Rimu se Hendel sastao sa kardinalom Vinćezom Grimanijem, diplomatom i slobodnim libretistom a rezultat poznanstva je nastanak opere Agripina. Nakon trijumfalne premijere u pozorištu Svetog Jovana Zlatoustog u Veneciji 26. decembra 1709. godine, Hendel je, prema biografu P. H. Langu, postao svetski poznat i „idol razmažene i obrazovane publike“.
Ovo iznenadno priznanje dovelo je do toga da Hendel postane vrlo traženi kompozitor. Među prvima koji su ga zaposlili bio je princ Georg Ludvig, knez-izbornik Hanovera i budući kralj Džordž I Velike Britanije i Irske. Prihvatio je poziciju kaper-majstora pod uslovima koji su mu davali znatan prostor da se bavi sopstvenim interesima. Zahvaljujući toj slobodi, Hendel je 1710 godine napustio Hanover i preselio se u London, najverovatnije prihvatajući raniji poziv pripadnika engleskog plemstva. Do 1711. godine, londonska publika bila je dobro upoznata sa italijanskim operama koje su često adaptirane za britansku publiku. Bivši direktor Kraljevske muzičke akademije Kertis Prajs smatrao je da je popularnost ovih dela rezultat promišljene strategije usmerene na suzbijanju engleske opere. Hendelov rad bio je relativno nepoznat engleskoj javnosti iako je Agripine imao značajan uspeh. Kratak „Italijanski dijalog“ koji je napisao u čast rođendana kraljice Ane, premijerno je predstavljen u palati sv. Džejmsa 6. februara 1711. godine sa dobrim uspehom.
Hendel je u London uspeo da osigura neophodna sredstva za rad na operama namenjenim Kraljičinom teatru. Ovo pozorište koje je dizajnirao i izgradio ser Džon Vanbru postala je glavna operska kuća u londonu, a njen upravnik Aron Hil imao je u planu da prikaže prvu italijansku operu napisana za londonsku publiku. Zbog toga je Hil angažovao brojne italijanske stručnjake za sezonu 1710-1711. Među zaposlenima bio je i učitelj jezika, Đakomo Rosi koji je radio na libretu scenarija koji je sam Hil napisao. Hil je za temu odabrao Oslobađanje Jerusalima, ep iz Prvog krstaškog rata. Opera je dobila ime Rinaldo po glavnom junaku. Hil je bio odlučan da u potpunosti iskoristi sve mogućnosti raskošnog pozorišta i priredi muzičko scenski spektakl.

## Uloge
| Uloga (redosledom pevanja)                            | Vrsta glasa (1711)  | Napomena                                                                                     | Premijerna uloga, 24. februar 171.1 Dirigent: | Ref.          |
| ----------------------------------------------------- | ------------------- | -------------------------------------------------------------------------------------------- | --------------------------------------------- | ------------- |
| Gotfrid: vođa krstaša u Prvom krstaškom ratu; 1096–99 | alt (travesti)      | tenor nakon revizije iz 1731. godine                                                         | Frančeska Vanini-Boči                         | [ 20 ]        |
| Rinaldo: plemić kuće Este                             | alto kastrati       | Napisan soprranističkim ključem, danas uglavnom peva kontralton, mecosopran ili kontra tenor | Nikolo Grimaldi („Nikolini”)                  | [ 20 ]        |
| Almirena: Gofredova kći                               | soprano             |                                                                                              | Isabela Džirardo                              | [ 20 ]        |
| Eustazio: Gofredov brat                               | alto kastrato       | Ovaj deo se često izostavlja iz savremene produkcije                                         | Valentino Urbani („Valentini”)                | >             |
| Glasnik                                               | tenor               | bas u reviziji iz 1731. godine                                                               | "Lavrenće"                                    | [ 20 ]        |
| Argante: Saracen kralja Jerusalema                    | bas                 | Kontralto u reviziji iz 1731. godine, sada najčešće bas                                      | Đuzepe Boči                                   | [ 20 ]        |
| Armida: Damaska kraljica, Argantegova ljubavnica      | soprano             | Kontralto u reviziji iz 1731. godine, sada najčešće soprano                                  | Elizabeta Piloti-Skiavoneti                   | [ 20 ] [ 22 ] |
| dve sirene                                            | sopranos            |                                                                                              | Nije zabeleženo                               | [ 20 ]        |
| Žena                                                  | soprano             | U nekim produkcijama ovo pevaju osobe koje imaju ulogu sirene                                | Nije zabeleženo                               | [ 20 ]        |
| Hrišćanski mađioničar                                 | alto kastrato       | bas nakon revizije 1731. godine                                                              | Đuzepe Kazano                                 | [ 20 ]        |
| Sirene, duhovi, vile, stražari, oficirsi, posluga     | bez pevačkih delova |                                                                                              |                                               |               |

## Sinopsis
- Mesto: oko u unutar grada Jerusalema za vreme Prvog krstaškog rata
- Vreme: 1099. godina

## Akt 1
Krstaška vojska pod vođstvom Gofreda opseda Jerusalim gde se nalazi saracenski kralj Argante sa svojoj trupom. Sa Gofredom sa nalazi i njegov brat Eustazio, njegova kći Almirena i vitez Rinaldo. U trenucima dok Gofredo opeva pobedu, Rinaldo izjavljuje ljubav Almireni. Gofredo obećava Rinaldu ruku svoje kćeri nakon što Jerusalim padne. Almira obrubljuje Rinolda da se snažno bori i osigura pobedu, kako bi dobio njenu ruku. Dok ona odlazi sa scene, glasnik najavljuje Argantov dolazak. Eustazio smatra da se kralj boji poraza a to potvrđuje zahtev za trodnevno primirje. Argante razmišlja o svojoj ljubavi prema Armidi, Damaskinoj kraljici i moćnoj čarobnici čija pomoć bi dobro došla. Dok razmišlja, sa neba stiže Armida u vatrenim kolima i otkriva mu da jedina šansa za pobedu leži u pobedi nad Rinaldom i ubeđuje ga u svoje sposobnosti.
Scenografija se menja i prelazi u baštu sa fontanama i pticama gde Rinaldo i Almirena slave svoju ljubav. Njuhovo veselje prekida Armida koja odvlači Almirenu iu Rinaldovog zagrljaja. Rinaldo vadi mač kako bi odbranio svoju dragu, ali u tome ga sprečava crni oblak koji se spušta nad Almirenom i Armidom i odvodi ih. Rinaldo oplakuje otmicu svoje voljene. U tome dolaze Gofredo i Eustazi i predlaže mu da poseti hrišćanskog mađioničara koji možda ima moć da spasi Almirenu. Ostavljen sam, Rinaldo se moli za snagu i pomoć.

## Akt 2
Scenografija dočarava prizor morske obale. Gofredo, Eustazio i Rinaldo se nalaze nadomak magičnog vrtloga odakle prelepa žena sa čamca doziva Rinalda obećavajući mu pomoć. Dve sirene pevaju ljubavne pesme i nagovaraju Rinalda da uđe u čamac. On okleva, ne zna kako da postupi dok njegovi drugovi pokušavaju da ga obuzdaju. Ljut zbog otmice svoje buduće žene, Rinaldo odlučuje da uđe u čamac koji odmah isplovljava. Gofredo i Eustazio su šokirani bog Rinaldove impulsivnosti.
U Armidinom vrtu, Almirena tuguje zbog zarobljeništva. Argante dolazi i opčinjen njenom lepotom priznaje joj da je voli i obećava joj da će kao dokaz ljubavi obezbediti njenu slobodu. U međuvremenu, Rinaldo se bori sa Armidom i gotovo je pobeđuje. Dok on zahteva Almirino oslobađanje, ona mu se približava i izjavljuje mu ljubav. Kada je on ljutito odbije, ona koristi svoje moći da preuze lik njegove devojke. Rinaldo otkriva njenu prevaru i odlazi. Besna zbog odbijanja, Armida ponovo pokušava da tuđim izgledom pridobije Rinalda ali ovog puta nailazi na Argentea. Verući da je reč o Amireni, Argete ponavlja svoja obećanja o ljubavi i slobodi. Armida vraća svoj oblik i razočarana njegovom izdajom najavljuje osvetu ali on joj govori da ništa nije preče od njegove ljubavi koju oseća prema zarobljenoj ženi.

## Akt 3
Scenski prikaz planine i mađioničarske pećine. Gofredo i Eustazio razgovaraju sa mađioničarem o tome kako je Almirena zatvorena u Armidinoj palati na vrhu planine. Mađioničar ih upozorava na opasnost ali i daje oprezne savete kako da dođu do palate i suprotstave se Armidinim čudovištima. Čarobnjak im daje magični štapić koji može da pobedi Armidinu magiju. Ovog puta uspeju da zaobiđu čudovišta ali pri dolasku do palatine kapije, cela palata nestaje a oni se iznenada nalaze na steni usred olujnog mora.
U vrtu palate Armida se priprema da ubije Almirena. Rinaldo izvlači svoj mač ali ona, uz pomoć svoje magije, uspe da se spase. U tom momentu Rinaldu se pridružuju Gofredo i Eustazio koji su pronašli put do vrta. U trenutku kada vade štapić u želji da ubiju čarobnicu, ona ih brzo prebacuje na praznoj ravnici odakle su u daljini vidi Jerusalim. Gofredo najavljuje svoj pohod na Jerusalim za sledeći dan.
U gradu se Argente i Armida, u strahu od zajedničkog neprijatelja, mire i pripremaju za borbu. Gofredova vojska napreduje i napada grad. Nakon borbe za prevlast, Gofred pobeđuje a Rinald je savladao Argentu. Armida prihvata svoj poraz i lomi štapić koji je izvor njenog zla i zajedno sa Arganteom prihvata hrišćanstvo. Gofredo oslobađa svoje neprijatelje a Rinaldo i Almirena se vesele predstojećem sklapanju braka.

## Revizije iz 1717. i 1731. godine
Opera Rinaldo je često revidirana, a najznačajnije promene su bile 1717. i 1731. godine. Ranije promene nisu imale uticaj na zaplet sve do verzije iz 1717. godine u kojoj Armida imitira Almiranin glas, umesto da se pevači zamene, a Argante izjavljuje ljubav Almireninom portretu umesto prvobitno njenom licu. U završnom aktu, scene bitke su skraćene a Armida i Argante ostaju nepokoreni i odlaze u kočijama koje vuku zmajevi.

## Nastanak kompozicije
U dopisu poslatom kraljici Ani povodom nove operem Hill je napisao o izboru teme da: „Nije mogao da izabere lepšu temu od proslavljene priče o Rinaldu i Armidi“. Koristeći pesničko umeće, on je Tasovo delo prilagodio za izvođenje na sceni što je dovelo do izvesnih promena. Hill je izmislio novu heroinu Almiranu kako bi glavni junak Rinaldo dobio ljubavnu priču i suštinski značaj u operi. Takođe je dodat i motiv preobraženja u hrišćanstvo. Rosijev zadatak je bio da scenario pretoči u stihove i on je tvrdio da ga je sa lakoćom odradio za samo „nekoliko večeri“. Cela opera je napisana za samo dve nedelje. Akademik Kertis Prajs smatrao je da je Rosijev uticaj na libreto bio veći i da su ranije britane polu-opere verovatno imale uticaj na nastanak Rinalda.
Hendel se u svom komponovanju oslanjao na ranija dela koje je stvarao u Italiji. Kasniji komentatori i muzikolozi su smatrali da upotreba nekih ranijih arija nema smisla i da su neprimerena kraljevskoj veličini i britanskom dvoru. Muzikolozi Vinton Din i Meril Nap su, proučavajući operu Rinaldo došli do zaključka da su dve trećine arija delimično rekomponovane iz ranijih izvora.

## Istorija izvođenja i prijem kod publike
Muzički kritičar iz XIX veka, Džordž Hogard napisao je o Rinaldu da je: „romantična tema, muzika i spektakl učinilo operu opšte prihvaćenom“. Operska premijera najverovatnije pod Hendelovom režijom doživela je trijumf 24. febrauar 1711. Odmah je zakazano dvanaest repriza a nakon toga još dve. Bez obzira na veliki entuzijazam i dobru prihvaćenost, operski spektakl je imao finansijske probleme, tolike da su na kraju zanatlije bile primorane da sudskim pute potražuju svoja potraživanja. Već deveti dan nakon premijere, kancelarija lorda Čejmberlena je impresariju oduzelo dozvolu. Hilovi naslednici su operu uglavnom izvodili sezonski. Do sezone 1716-1717. opera je odigrana 47 puta, što je mnogo više od bilo koje kraljičine opere do tada.
Opšti entuzijazam za operu nisu delili pisci Džozef Adison i Ričard Stil koji su koristeći svoj časopis objavljivali oštre kritike na račun Hendelove opere. Pretpostavlja se da je Adison prezir motivisan ranijim neuspelim pokušajem da osnuje školu engleske opere. Smatrao je da je apsurdno to da se engleska publika izlaže višesatnom slušanju dela na stranom jeziku, navodeći da se više ne razume jezik domaće pozornice. Addison did, however, praise the singing of Nicolò Grimaldi, the celebrated alto castrato known as "Nicolini", in the title role. Steele compared the production unfavourably to a Punch and Judy show, particularly criticising certain bungled scene changes and the poor quality of effects such as thunder and lightning. Adison je međutim pohvalio pevanje Nikola Grimaldia. Stil je svoje kritike iznosio na račun zbunjujuće promene scena i lošeg kvaliteta upotrebljenih efekata kao što su grom i munja.
Neki izvori sugerisali su su da je opera izvedena u Dablinu u martu ili aprilu 1711. godine ali prema tvrdnjama Dina i Napa, ne postoje dokazi za to. U novembru 1715. godine, Rinaldo je izveden u Hamburgu. Ova produkcija uglavnom se sastojala od prevedenih arija, koristeći prevode framskog pisca Bartholda Feinda. Ovo izvođenje bilo je dobro prihvaćeno i tokom 1720-ih izvedeno je nekoliko repriza. Tokom 1718. godine opera je izvedena u kraljevskom dvoru u Napulju.
Nakon operske sezone 1716-17. godine, Rinaldo nije igran na londonskoj sceni sve do 1731. godine kada je predstavljen u svom revidiranom obliku i Kraljičinom teatru. Tokom tih godina, Hendel je stvarao novu operu svakih devet meseci. Produkcija iz 1731. godine imala je šest repriza čime se broj izvođenja ove opere popeo na 53, što je najviše u poređenju sa bilo kojim Hendelovim delom. Nakon 1731. godine Hendelove opere su imale manji uspeh na sceni a njegove nove premijere su postale sve ređe.

### Novija izvođenja
Prva izvođenja u XX veku Rinalda se beleži u školi za nastavnike u Londonu, februara 1933. godine, mada postoje i o skraćenom izvođenju u Praškom konzervatorijumu 1923. godine.. Prvo moderno igranje održano je u operskoj kući Hill u okviru festivaa Hendl juna 1954. godine. Opersko društvo Hendel je 17. maja 1961. godine organizovalo izvođenje komada u londonskom Sendler Vels pozorištu a četiri godine kasnije izvedena je i repriza. Prvo američko igranje bilo je u vidu koncertne verzije održane u Karnegi dvorani, 27. marta 1972. godine, pod pokroviteljstvom njujorškog društva Hendel. Nakon velike scenske premijere u Hjustonskoj velikoj operi 1975 godine, Rinaldo je doživeo mnogobrojne produkcije i izvedbe širom Sjedinjenih Amričkih Država, uključujući i premijere u Metropoliten operi i Otavi.. Osamdesetih i devedesetih godina XX veka upriličena su izvođenja u Cirihu i Edinburgu.

## Arije

### Libreto iz 1717. i naknadne izmene
Navedeni su glavni muzički brojevi iz libreta iz 1711. godine, zajedno sa izmenama i zamenama iz dve glavne revizije iz 1717. i 1731. godine. Male promene, transpozicije i izmene recitativnih odseka nisu prikazane. Novi brojevi uvedeni 1717. i 1731. godine navedeni su odvojeno. Druge arije koje nisu na spisku možda su pevane u „Rinaldu“ tokom 1711–17. godine, ali u nedostatku savremenih dokaza iz rezultata ili libreta, opseg tih promena ne može se tačno utvrditi.
| - Sinfonija (uvertira) - "Sovra balze scoscesi e pungenti" (Gofredo) - "Combatti da forte" (Almirena) (1731: zamenjena sa "Quel cor che mi donasti") - "Ogni indugio d'un amante" (Rinaldo) - "Sulla ruota di fortuna" (Eustazio) (1717: isečak; 1731: izmenjena) - "Sibillar gli angui d'Aletto" (Argante) (1717: zamenjena sa "Sorte amor vuol che quest'alma", which was isečak in 1731) - "No, no, che quest'alma" (Gofredo) (1731: zamenjena sa "D'instabile fortuna") - "Vieni o cara, a consolarmi" (Argante) (1731: zamenjena sa izmenjenom "Sulla ruota di fortuna") - "Furie terribili!" (Armida) - "Molto voglio, molto spero" (Armida) (1731: zamenjena sa izmenjenom verzijom "Combatti da forte") - "Augelletti, che cantate" (Almirena) - "Scherzano sul tuo volto" (Duet: Almirena and Rinaldo) - Sinfonija - "Cara sposa, amante cara" (Rinaldo) - "Cor ingrato, ti rammembri" (Rinaldo) - "Col valor, colla virtù" (Eustazio) (1717: isečak) - Venti, turbini, prestate (Rinaldo) | - "Siam prossimi al porto" (Eustazio) (1717: isečak; 1731: partly restored, sung by Gofredo) - "Il vostro maggio" (Sirene) - "Il tricerbero umiliato" (Rinaldo) - "Mio cor, che mi sai dir?" (Gofredo) - "Lascia ch'io pianga" (Almirena) - "Basta che sol tu chieda" (Argante) (1717: zamenjena sa "Ogni tua bella stilla" i 1731. sa "Per salvarti, idolo mio") - "Fermati!/No, crudel!" (Duet, Armida and Rinaldo) - "Abbrugio, avampo e fremo" (Rinaldo) - "Dunque i lacci d'un volto" (prateći recitativ, Armida) - "Ah! crudel, Il pianto mio" (Armida) - "Vo' far guerra, e vincer voglio" (Armida) | - Sinfonia - "Andate, o forti" (Mago) (1717: isečak; 1731: izmenjena i vraćena) - "Sorge nel petto" (Gofredo) (1717: isečak) - "È un incendio fra due venti" (Rinaldo) - Marcia (1731: isečak) - "Al trionfo del nostro furore" (Duet, Armida and Argante) (1731: repositioned, and sung by Gofredo and Almirena) - "Bel piacere e godere" (Almirena) - "Di Sion nell'alta sede" (Eustazio) (1717: izmenjena) - Marcia (Christian march) (1731: isečak) - "Or la tromba in suon festante" (Rinaldo) (1731: isečak) - Battaglia (battle) (1731: isečak) - "Solo dal brando" (Gofredo) (1731; isečak) - Vinto è sol della virtù (Coro) |

### Dodaci i zmene iz 1717.
- Akt 1: "Sorte amor vuol che quest'alma" (Argante)
- Akt 2: "Vieni, o caro, che senza il suo core" (Almirena)
- Akt 2: "Ogni tua bella stilla" (Argante)
- Akt 3: "Pregio è sol d'un alma forte" (Argante) (1731: isečak)
- Akt 3: "Si t'amo" (Almirena)

### Dodaci i zmene iz 1731.
- Akt 1: "Quel cor che mi donasti" (Almirena)
- Akt 1: "D'instabile fortuna" (Gofredo)
- Akt 2: "Arma lo sguardo" (Armida)
- Akt 2: "Per salvarti, idolo mio" (Argante)
- Akt 3: "Orrori menzogneri" (prateći recitativ, Rinaldo)

## Izdanja
Ne postoji potpuna originalna i potpisana verzija opere. Preostala četiri fragmenta iz 1711. godine se čuvaju u Kraljevskoj muzičkoj biblioteci. Najstarije celokupno delo datira iz 1716. godine i predstavlja rukopis sa greškama koji može biti kopija jedne ili više partitura iz tog perioda. Ostala prepisivanja pružaju različite varijacije pojedinačnih muzičkih brojeva.
Kraljevsko pozorište je februara 1711. godine u Londonu objavilo libreto sa prevodom na engleski. Revidiranje verzija usledilo je 1717. godine na italijanskom jeziku i 1731 godine na engleskom. Nemačka verzija objavljena je 1715, 1723, i 1727. godine.

## Snimci
Prvo celovito snimanje Rinalda bilo je u produkciji televizijske mreže CBS. Snimanje je organizovano u pariskoj crkvi na osnovu zapisa iz 1717. godine. Ovo izdanje dobilo je dobre pohvale uprkos rezervama o kvalitetu zvuka. Prvo DVD izdanje izašlo je 2001. godine u izdanju Arthaus izdavačke kuće.
| Godina | Uloga: (Rinaldo, Almirena, Armida, Gofredo, Argante), Eustazio                        | Dirigent, orkestar                                         | Direktor scene                                                                                 | Oznaka                   |
| ------ | ------------------------------------------------------------------------------------- | ---------------------------------------------------------- | ---------------------------------------------------------------------------------------------- | ------------------------ |
| 1977   | Karolin Vatkinson, Ileana Kotrubaș, Dženet Skovoti, Paul Esvod, Ulrik Kold            | Džan-Klaud Malgoire, La Grande Écurie et la Chambre du Roy |                                                                                                | Sony Music Entertainment |
| 1989   | Marin Horne, Sesilija Gastida, Kristina Veidinger, Ernesto Palacio, Natali de Carolis | Džon Fisher, Orkestar La Fenice                            | Snimak nastupa uživo iz juna 1989 godine koji je prvi put objavljen 1992. a potom 2009. godine | Nuova Era                |
| 1999   | David Daniels, Sesilija Bartoli, Luba Orgonašova, Bernarda Fink, Gerald Finleji       | Kristover Hogvud, Akademija antičke muzike                 | Mesto snimanja: Sala Henri Vud, London 2001 Gramophone Nagrada "Editor's Choice".              | Decca Records            |
| 2001   | Vivika Genaukse, Mia Persson, Levrenca Zezo, Džejms Rutherford]]                      | Rene Jakobs, Orkestar „Freiburg Baroque”                   | Dobitnik Kanske klasik nagrade, 2004                                                           | Harmonia Mundi           |
| 2005   | Kimberli Barber, Laura Valen, Barbara Hannigan, Marion Njumen, Sean Vatson            | Kevin Malon, Ansambl Aradia                                |                                                                                                | Naxos Records            |

### Video izdanja
| Godina | Uloga: (Rinaldo, Almirena, Armida, Gofredo, Argante), Eustazio                        | Dirigent, orkestar                              | Direktor scene                             | Oznaka                                 |
| ------ | ------------------------------------------------------------------------------------- | ----------------------------------------------- | ------------------------------------------ | -------------------------------------- |
| 2001   | David Daniels, Debora jork, Naomi Nadelman, David Valker, Egils Silins, Aleks Kohler, | Hari Biket Orchestra Orkestar Bavarijan opere   | David Alden                                | DVD:Arthaus Musik Kat:100389           |
| 2011   | Sonja Prina, Anet Fritč, Brenda Rae, Varduhi Abrahamian, Lusija Pisaroni, Tim Mead    | Otavio Dantone, Orkestar „Age of Enlightenment” | Robert Carsen (Opera Glindebourn Festival) | DVD:Opus Arte Glyndebourne Kat:OA1081D |

### Napomene
1. ↑  https://www.nytimes.com Архивирано 2014-01-08 на сајту  – Article: Review: Handel's 'Rinaldo', With Period Brass in Good Repair.
2. ↑  Grout and Weigel, pp. 184–85
3. 1 2  Grout, стр. 157
4. ↑  Grout, pp. 112–14 and pp. 116–20
5. ↑  Dean and Knapp, pp. 64–65
6. ↑  Dean and Knapp, pp. 69–77
7. 1 2  Boyden et al., p. 56
8. ↑  Dean and Knapp, p. 84
9. ↑  Dean, стр. 86
10. ↑  Lang, стр. 91
11. ↑  Lang, стр. 106
12. 1 2  Dean and Knapp, p. 181
13. ↑  Lang, стр. 110
14. ↑  Price, стр. 121
15. 1 2 3  Hicks, Anthony. „Handel, George Frideric: 4. Hanover, Düsseldorf and London”. Oxford Music Online. Архивирано из оригинала 9. 3. 2017. г. Приступљено 30. 1. 2011.(потребна претплата)
16. ↑  Lang, стр. 117–18
17. 1 2  Dean, Winton. „Rossi, Giacomo”. Oxford Music Online. Архивирано из оригинала 9. 3. 2017. г. Приступљено 30. 1. 2011.(потребна претплата)
18. 1 2 3 4 5  Dean and Knapp, pp. 171–74
19. ↑  It is suggested by Robert Hume in a biographical sketch of Aaron Hill that Handel conducted the orchestra. See Hume, Robert D. „Hill, Aaron”. Oxford Music Online. Архивирано из оригинала 9. 3. 2017. г. Приступљено 6. 2. 2011.(потребна претплата)
20. 1 2 3 4 5 6 7 8 9 10  Dean and Knapp, pp. 180–81
21. 1 2  Dean and Knapp, pp. 184–85
22. ↑  Dean and Knapp, p. 168
23. 1 2 3 4 5  Hicks, Anthony. „Rinaldo”. Oxford Music Online. Архивирано из оригинала 9. 3. 2017. г. Приступљено 28. 1. 2011.(потребна претплата)
24. ↑  Price, стр. 125
25. 1 2  Hogarth, стр. 272
26. 1 2 3 4  Dean and Knapp, pp. 182–83
27. ↑  Hicks, Anthony. „Handel's Rinaldo – Character descriptions translated from the Italian version of the libretto”. Academy of Ancient Music. Архивирано из оригинала 30. 9. 2008. г. Приступљено 8. 11. 2008.
28. ↑  Dean and Knapp, p. 156
29. 1 2  Schonberg, Harold C. (26. 9. 1975). „Opera in English? No, Thanks” (PDF). The New York Times. стр. 133.(потребна претплата)
30. ↑  Lang, стр. 120–21
31. ↑  Lang, стр. 120
32. ↑  See, for example, Anna Menichetti in the line notes to Nuova Era recording 6813/14, 1991
33. 1 2 3  Dean and Knapp, pp. 186–91
34. ↑  Steen, стр. 47
35. ↑  Arts Council of Great Britain, Annual Report 1965–66. Arts Council of Great Britain. 1966. стр. 59.
36. ↑  Henahan, Donal (29. 3. 1972). „Rinaldo Has Everything a Baroque Opera Needs”. The New York Times. стр. 37. Архивирано из оригинала 6. 11. 2012. г.(потребна претплата)
37. ↑  „Metropolitan Opera database”. Metropolitan Opera. Архивирано из оригинала 11. 6. 2012. г. Приступљено 28. 1. 2011.
38. ↑  Henahan, Donal (20. 1. 1984). „A Triumph for Handel”. The New York Times. Архивирано из оригинала 3. 3. 2016. г.(потребна претплата)
39. ↑  Blum, Ronald (20. 6. 2008). „Handel with care: Zurich `Rinaldo' set in airport”. Associated Press. Архивирано из оригинала 29. 6. 2011. г.
40. ↑  „Rinaldo: Représentations”. Opéra Baroque. Архивирано из оригинала 9. 2. 2011. г. Приступљено 6. 2. 2011.(in French)
41. ↑  Dean and Knapp, pp. 191–94
42. ↑  Dean and Knapp, pp. 194–96
43. 1 2  „Recordings of Rinaldo”. Prestoclassical.co.uk. Приступљено 15. 7. 2014.
44. ↑  Thomas, Christopher J. „Rinaldo and Rinaldo highlights”. The Opera Quarterly. 3 (3): 183—88. doi:10.1093/oq/3.3.183.(потребна претплата)
45. 1 2  Sadie, Stanley (maj 2003). „Handel: Rinaldo”. Gramophone. стр. 78. Архивирано из оригинала 24. 11. 2011. г. Приступљено 11. 06. 2020.
46. ↑  Handel: Rinaldo, Presto Classical
47. ↑  „Handel: Rinaldo”. Gramophone.
48. ↑  Quinn, Michael (septembar 2004). „Session Report: The Aradia Ensemble's Rinaldo”. Gramophone. стр. 11. Архивирано из оригинала 24. 11. 2011. г. Приступљено 11. 6. 2020.

## Spoljašnje veze
- 1711 libretto in Italian, prepared by Haendel.it Архивирано на веб-сајту  (20. фебруар 2011)
- Chrysander's 1874 version of the 1711 score: Scores at the International Music Score Library Project
- Chrysander's 1894 version of the 1731 score: Scores at the International Music Score Library Project